# Assunta Almirante
Raffaela Stramandinoli, conosciuta come Donna Assunta Almirante (Catanzaro, 14 luglio 1921 – Roma, 26 aprile 2022), è stata la moglie di Giorgio Almirante, fondatore e leader storico del Movimento Sociale Italiano.
È stata da molti considerata la memoria storica della destra italiana.

## Biografia
Nata a Catanzaro il 14 luglio 1921, e chiamata da sempre Assunta o Assuntina,  sposò Federico De Medici, 21 anni più anziano di lei, dal quale ebbe tre figli: Marco, Marianna e Leopoldo. Nel 1952 conobbe a Roma l'allora deputato del Movimento Sociale Italiano Giorgio Almirante e si separò dal marito. Dai due nacque nel 1958 Giuliana, che porta il cognome De Medici in quanto l'ex-marito la riconobbe per evitare che venisse considerata una figlia illegittima.
Dopo la morte di Federico De Medici, Assunta sposò nel 1969 Giorgio Almirante in chiesa, con matrimonio tramite rito di coscienza, perché il divorzio non era ancora stato introdotto e anche lui era legato da un precedente matrimonio civile, con Gabriella Magnatti, da cui aveva divorziato in Brasile e dal quale era nata una figlia nel 1949, Rita Almirante. L'irregolare condizione familiare di Almirante venne fatta oggetto di dibattito pubblico nel 1974, in occasione del referendum sul divorzio, quando il MSI prese netta posizione per l'abrogazione di tale istituto giuridico.
Nel 1987 venne eletto segretario del MSI il giovane Gianfranco Fini, sostenuto da donna Assunta. La morte di Almirante nel 1988, infatti, non ridusse l'ingerenza nella vita del partito di donna Assunta, che ebbe modo di criticare la segreteria di Pino Rauti. 
Fortemente critica nei confronti della Svolta di Fiuggi del 1995, con la quale l'MSI-DN diventò in larga parte Alleanza Nazionale, nel 2007 partecipò all'assemblea costituente de La Destra di Francesco Storace, stigmatizzando la fusione di AN con Forza Italia nel Popolo della Libertà e la successiva scissione che portò Fini a fondare Futuro e Libertà per l'Italia.
È morta il 26 aprile 2022 pochi mesi prima di compiere 101 anni, nella sua casa di Roma, nel quartiere Parioli. Il funerale si è svolto, due giorni dopo il decesso, nella Chiesa degli Artisti a Piazza del Popolo. È stata sepolta accanto al marito nel Cimitero Monumentale del Verano.

## Opere
- Giorgio, la mia fiamma. Assunta Almirante racconta a cura di Domenico Calabrò (Koinè nuove edizioni, Roma)
- Antonio De Pascali, Donna Assunta Almirante, la mia vita con Giorgio, (casa editrice Pagine, 2010 )[19].

## Parodie
Assunta Almirante è stata imitata da Federica Cifola nella trasmissione Parla con me, in onda su Rai 3.